# Croton stylosus
Espèce
Croton stylosus est une espèce de plantes à fleurs du genre Croton et de la famille des Euphorbiaceae, présente au Mexique (Guerrero).
Il a pour synonyme :
- Oxydectes stylosa, (Müll.Arg.) Kuntze